# Marcelle Droogmans
Marcelle Droogmans (Brussel, 30 augustus 1898 - aldaar, 14 januari 2008) was van 18 augustus 2007 tot haar dood de oudste mens van België.
Marcelle was een dochter van de uit het Limburgse Stal afkomstige Hubert Droogmans, die secretaris-generaal van Financiën was van Congo tussen 1894 en 1908.
Ze werd violenbouwster, maar na haar huwelijk in 1922 bleef ze thuis werken als huisvrouw om voor haar enige zoon te kunnen zorgen, die in 1923 werd geboren. Haar echtgenoot overleed in 1967.
Marcelle was tot het einde van haar leven geestelijk nog gezond, maar fysiek ging ze geleidelijk achteruit. Ze woonde tot haar dood in haar geboortehuis, dat haar vader in 1895 had laten bouwen in de buurt van de Louizalaan. Daar werd Marcelle verzorgd door haar zoon en schoondochter. Ze werd ruim 109 jaar oud.